# Сахалін
Сахалі́н (рос. Сахалин) або Карафуто (яп. 樺太) — острів біля східних берегів Азії, на Далекому Сході Російської Федерації; омивається Охотським і Японським морями. Довжина острова 948 км, максимальна ширина 160 км, площа 76 400 км². Разом з Курильськими островами складає Сахалінську область РФ. (87 100 км²).

## Історія

Мапа Сахаліну, 1885 рік

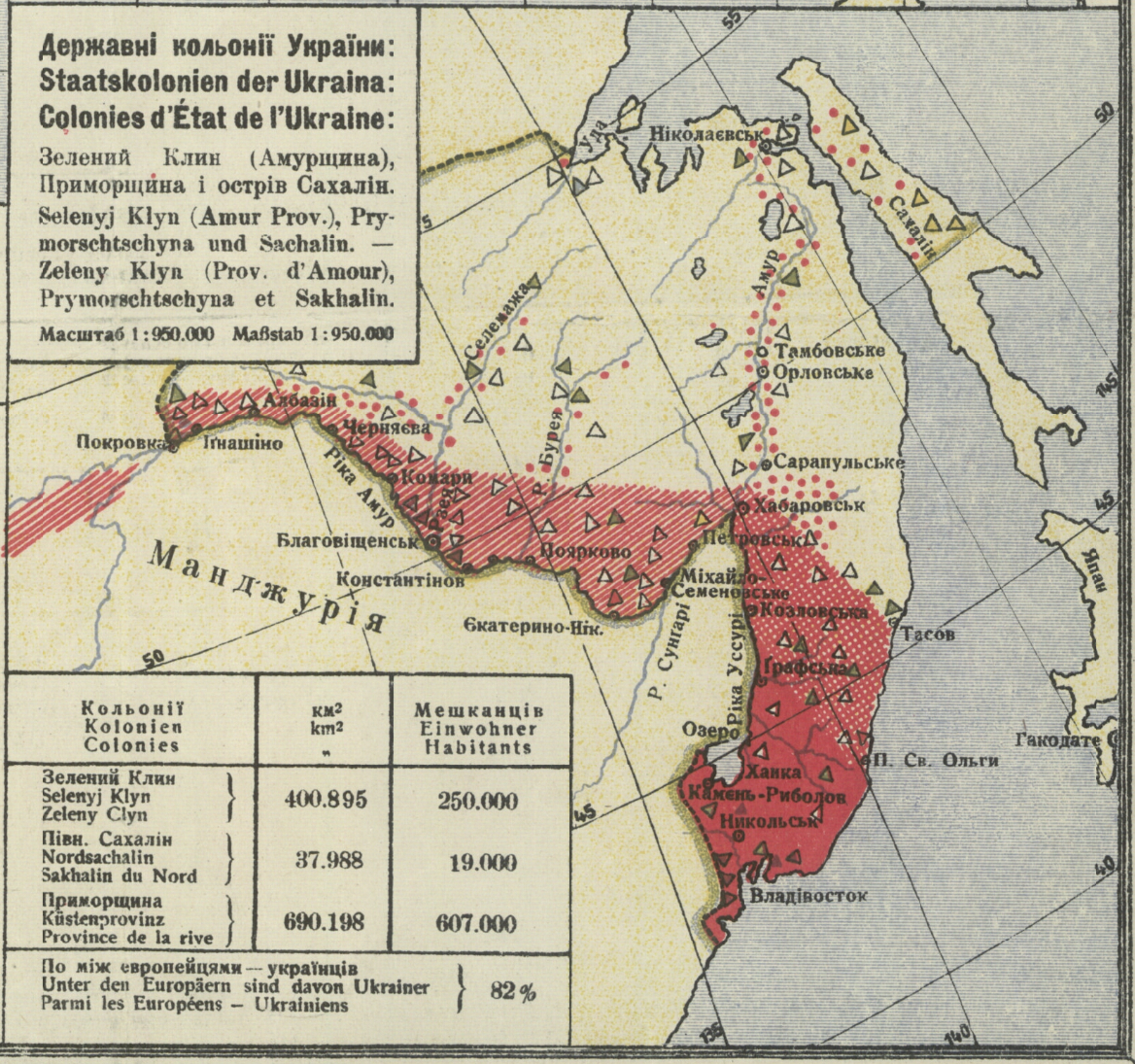
Північний Сахалін як місце української колонізації на мапі «Державні кольонії України» Георґа Гасенка, 1920 рік

У давнину Сахалін населяли племена айнів, нівхів і евенків, що нині є нечисленними. Першим із європейських дослідників Сахалін відвідав голландець де Фріз у 1643 році. У 1643—1646 роках Сахалін відвідали учасники походу В. Д. Пояркова. У 1679 році на півдні було створено першу японську факторію (басьо). У кінці XVIII століття Сахалін відвідав французький мореплавець Жан Лаперуз, а на початку XIX століття — російський адмірал Іван Крузенштерн.

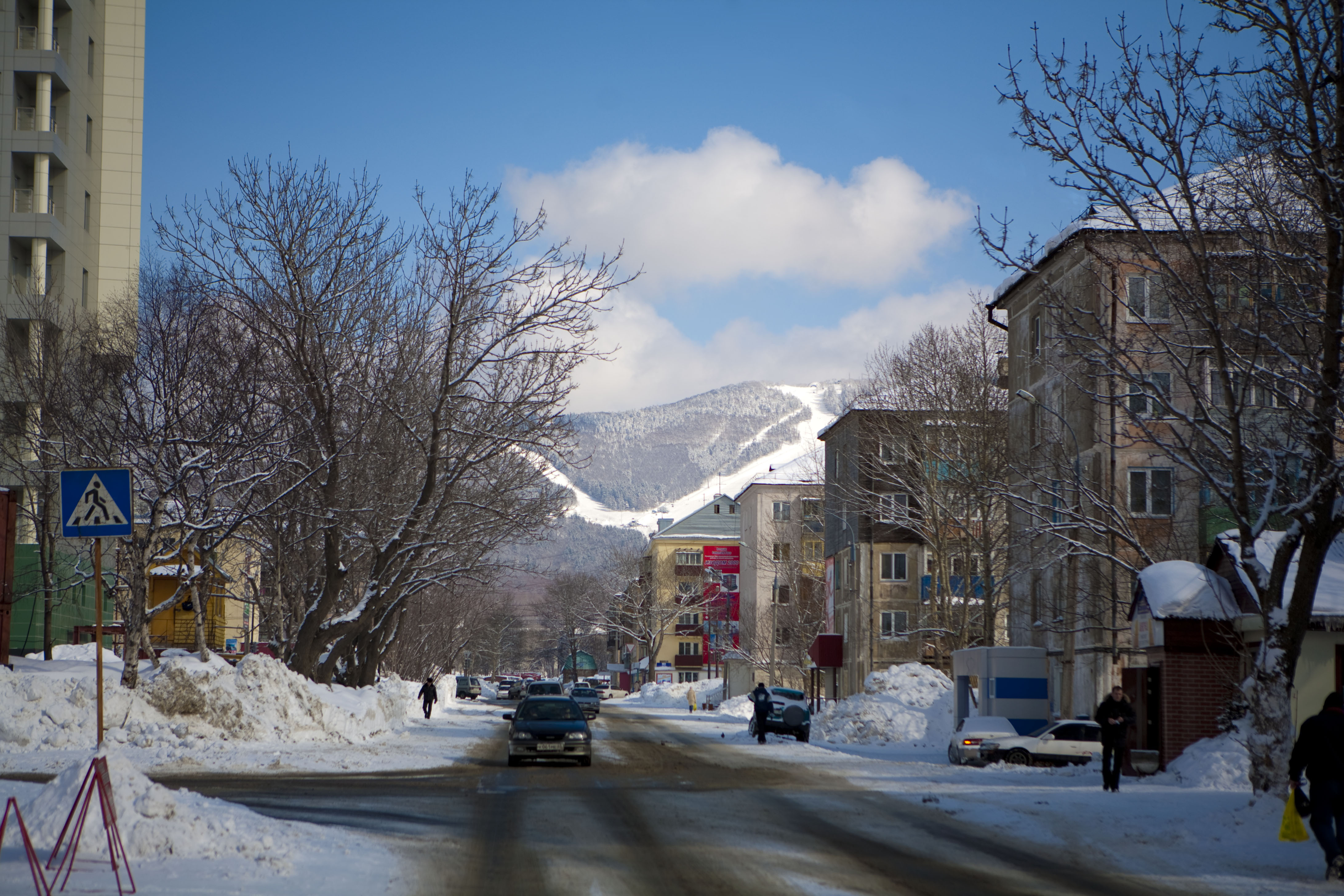
Центральна частина Южно-Сахалінська

У 1809–1810 роках японський дослідник Мамія Ріндзо відкрив, що Сахалін є островом, тобто не сполучається з материком, а роз'єднаний протокою. Експедиція Г. І. Невельського в 1848–1849 роках підтвердила це відкриття.
За Симодським трактатом (1855 р.) між Росією і Японією Сахалін був визнаний їхнім спільним нероздільним володінням. З цього часу починається активна колонізація Сахаліну росіянами, яка почала призводити до конфліктів між російським та японським населенням, що мешкало на острові. 1875 року за Санкт-Петербурзьким договором Сахалін повністю переходить до Російської імперії в обмін на 18 Курильських островів, що перейшли до складу Японії. Сахалін стає місцем заслань і каторги.
1905 року після поразки Росії у російсько-японській війні за Портсмутським договором південна частина острова стала володінням Японії. Під час Громадянської війни в Росії Японія окупувала й російську частину Сахаліну, яку вона повернула вже у 1925 році. З поразкою Японії у Другій світовій війні 1945 року увесь острів перейшов до СРСР.

## Природа
Ландшафт переважно гористий. Островом тягнуться два паралельні хребти, що піднімаються до 1525 м і мають довжину 650 км. Клімат — помірно холодний, мусонний (температура липня: +12…+15 °C., січня: −10…-20 °C., 400—750 мм атмосферних опадів), восени трапляються тайфуни з ураганними вітрами і зливами.
Для більшої частини Сахаліну характерна тайгово-сибірська фауна, трохи збіднена в порівнянні з материком внаслідок острівного положення, 60 % площі острова займають ліси. Водяться ведмідь, лисиця, росомаха, соболь, вивірка, бурундук, північний олень, кабарга й ін. На прибережних скелях — «пташині базари» кайр, топориків, бакланів та ін. Біля берегів трапляються морські ссавці: сивуч, калан, північний морський котик. У річки на нерест заходять прохідні лососеві риби.

## Суспільство та економіка

Розселення нівхів — одного з корінних народів Сахаліну

З 1920-х років острів інтенсивно освоюється та заселяється: у 1926 року населення північного Сахаліну становило 11 000 мешканців, 1959 (разом з дуже рідко заселеними Курильськими островами) — 649 000, 1970—615 000 (у тому числі 78 % у містах).
Головний центр — Южно-Сахалінськ. За переписом 1970 року, українці становили 38 000 (6,3 % усього населення), серед яких 11 100 подало українську мову як свою рідну, а крім того, 6 900 нею вільно володіло.
Економіка заснована на молочному тваринництві й вирощуванні бобових, ячменю, вівса та цукрового буряка. На півдні, де трохи тепліше, також вирощують пшеницю, рис, ловлять рибу, є нафторозробки і добувається вугілля.

## Топоніми Сахаліну
| Гори: - Західно-Сахалінські гори (гора Онор, висота до 1330 м) - Східно-Сахалінські гори (гора Лопатіна, 1609 м) - Східний хребет (гора Другий Брат 623 м). - Західний хребет - Сусунайський хребет (гора Чехова, 1047 м) - Тоніно-Анівський хребет (г. Крузенштерна, высотой 670 м) - масив Три Брати - гори Ламанон - Південно-Камишевське гірське пасмо Низовини: - Тим-Поронайський діл - Сусунайський діл - Північно-Сахалінська рівнина - Муравйовська низовина Озера: - Невське Річки: - Тим - Поронай - Сусуя - Нітуй | Протоки: - Протока Невельського - Татарська протока - Протока Лаперуза Перешийки: - Охинський перешийок - Поясок перешийок - Муравйовський перешийок Миси та півострови: - мис Крильйон - Мис Аніва - мис Єлизавети - Півострів Шмідта - Півострів Терпіння - Півострів Тоніно-Анівський - Півострів Крильйонський Затоки: - Затока Аніва - Затока Терпіння |

## Цікаві факти
- До 10 квітня 2002 року в Римсько-католицькій церкві існувала «Апостольська префектура Карафуто» (лат. Apostolica Praefectura Karafutoensis), яка поширювалася на терени колишньої японської префектури Карафуто і входила до складу Іркутської дієцезії святого Йосипа на території Росії. Останнім апостольську префектуру очолював єпископ-поляк Єжи Мазур, що мав титул «ординарій єпископа святого Йосипа й адміністратор префектури Карафуто». МЗС Росії негативно розцінило використання в єпископській титулатурі японської назви «Карафуто» й 2002 року заборонило Мазуру в'їзд до країни «з метою збереження безпеки Російської Федерації»[1][2]. Після цього апостольська префектура Карафуто була перейменована на «Південно-Сахалінську» (лат. Apostolica Praefectura Sachaliniana Meridionalis) з прямим підпорядкуванням Ватикану[3].